# Горація Нельсон
Горація Нельсон (англ. Horatia Nelson; повне ім'я — Горація Нельсон Томпсон (англ. Horatia Nelson Thompson; 29 січня 1801, Лондон — 6 березня 1881, Вілла Бофорта) — незаконнонароджена дочка віце-адмірала лорда Гораціо Нельсона і леді Емми Гамільтон.

## Біографія
Горація народилася в будинку сера Вільяма Гамільтона (законного чоловіка Емми), поки Нельсон (рідний батько дівчинки) перебував у порту Торбей. Його корабель готувався до битви під Копенгагеном, і новини про народження немовляти наздогнали його якраз перед відплиттям. Була віддана годувальниці на ім'я місіс Гібсон.
У проміжку між смертю законного чоловіка 6 квітня 1803 року і сходженням адмірала Нельсона на борт корабля «Вікторі» 18 травня того ж року, 2-річна дівчинка була хрещена в церкві кварталу Мерілебон, причому обидва її батька виконували роль хрещених, а «легенда» свідчила, що вона була дочкою віце-адмірала Чарльза Томпсона, одного Нельсона, який дозволив йому використовувати його ім'я. Пізніше її «хрещені» усиновили її як «сироту».
Її сестра Емма народилася на початку 1803 року і незабаром після цього померла. Горація незабаром дізналася, хто був її справжнім батьком, але відмовлялася визнавати леді Гамільтон своєю матір'ю: через те, що разом вони провели 10 місяців в ув'язненні через борги, які Емма наробила після смерті адмірала, а також тому, що сама Емма продовжувала називати себе опікуном, а не матір'ю.
Емма померла в січні 1815 року у Кале, і Горація, яка продовжувала жити з нею, домовилася про похорон з британським консулом, а сама повернулася до Англії в чоловічому костюмі, щоб уникнути арешту через борги матері, зроблених у Франції. У Дуврі вона зустріла одного з чоловіків своїх тіток по батькові, яка вельми добре до неї ставилася, і до свого весілля залишилася жити в цій родині — у місіс Кетрін Метчі в Сассексі.
Біографи описують її як високу, розумну, і начитану дівчину, яка знала італійську, французьку і німецьку мови, музику, шила і любила тварин.
19 лютого 1822 року вона вийшла заміж за преподобного Філіпа Ворда (1795—1861), священика. Це був щасливий шлюб, в якому народилося 7 синів і 3 доньки. У наступні роки у неї були куплені державою мундир і жилет адмірала Нельсона, які зараз знаходяться в Національному морському музеї в Лондоні.
У зв'язку із зростанням суспільного інтересу до подвигу героя до середини XIX століття Горація, нарешті, була винагороджена за роки забуття: «Комітет друзів лорда Нельсона» отримав від держави 1457 фунтів стерлінгів, які, за наполяганням Горації, були розділені між трьома її синами, що перебували на військовій службі, а королева Вікторія заснувала щорічну пенсію в сто фунтів для кожної з її дочок.